# 大阪市立阿倍野小学校
大阪市立阿倍野小学校（おおさかしりつ あべのしょうがっこう）は、大阪府大阪市阿倍野区にある公立小学校。
阿倍野区の中央部付近に位置し、道路を挟んで西側に運動場がある。

## 沿革
東成郡天王寺尋常高等小学校（現在の大阪市立晴明丘小学校）および東成郡天王寺第三尋常小学校（現在の大阪市立丸山小学校）から分離する形で、東成郡天王寺第六尋常小学校として1923年7月23日に現在地（東成郡天王寺村大字天王寺字新池）に創立した。
学校周辺は当時東成郡天王寺村に属していたが、1925年に天王寺村が大阪市に編入されたことに伴い、学校名を大阪市阿倍野尋常小学校に改称した。
開校当初は尋常科のみの設置だったが、1939年に高等科を併設した。高等科は現在の阿倍野区阪南町3丁目34番付近に分校を設置して授業をおこなっていた。
高等科は1941年に阿倍野小学校から分離し、高等科単独の国民学校・昭和国民学校として独立した。昭和国民学校は桃山学院東隣に校舎を設置して本校とし、また従来の阿倍野小学校高等科分校校舎も引き継いで昭和国民学校分校とした。しかし昭和国民学校は学制改革により1947年に廃校となっている。旧昭和国民学校本校跡地は、学制改革に伴って発足した大阪市立阿倍野第一中学校（現在の大阪市立昭和中学校）の敷地に転用された。昭和中学校は1955年に現在地に移転し、その後旧昭和中学校・昭和国民学校跡地に大阪市立阿倍野中学校が開校している。
地域の児童数の増加に伴って従来の校区の一部を分離・再編し、1929年には大阪市長池尋常小学校（現在の大阪市立長池小学校）、1940年には大阪市阪南尋常小学校（現在の大阪市立阪南小学校）、1951年には大阪市立苗代小学校が開校している。
また現在の西運動場には、大正時代には天王寺高等女学校（四天王寺中学校・高等学校の前身）があった。その後私立阪南女学校となり、1948年より1952年まで大阪市立阪南中学校が使用していた。

### 年表
- 1923年7月23日 - 東成郡天王寺第六尋常小学校として開校。
- 1925年4月1日 - 天王寺村が大阪市に編入されたことに伴い、大阪市阿倍野尋常小学校と改称。
- 1929年 - 従来の校区の一部を、新設の大阪市長池尋常小学校（現在の大阪市立長池小学校）の校区へ変更。
- 1939年 - 高等科を併設。大阪市阿倍野尋常高等小学校に改称。
- 1940年 - 従来の校区の一部を、新設の大阪市阪南尋常小学校（現在の大阪市立阪南小学校）の校区へ変更。
- 1941年4月1日 - 国民学校令により、大阪市阿倍野国民学校に改称。
- 1941年11月1日 - 高等科が大阪市昭和国民学校として分離・独立。
- 1944年8月 - 和歌山県那賀郡粉河町・名手町・麻生津村（いずれも現在の紀の川市）へ集団疎開。
- 1947年4月1日 - 学制改革により、大阪市立阿倍野小学校に改称。
- 1951年4月1日 - 従来の校区の一部を、新設の大阪市立苗代小学校校区へ変更。
- 1996年 - 大阪府教育委員会より体力づくり優秀校の表彰を受ける。
- 1997年10月 - 大阪府生徒児童・教職員発明くふう展で、学校賞を受賞。
- 1999年5月 - 全日本学校緑化コンクールに入賞。

## 通学区域
- 大阪市阿倍野区 王子町2丁目・3丁目、阪南町2丁目・3丁目。

卒業生は基本的に大阪市立阿倍野中学校に進学する。

## 出身者
- 大口善徳 - 衆議院議員

## 交通
- 地下鉄御堂筋線 昭和町駅 南西へ約500m。
- 地下鉄谷町線 文の里駅 南西へ約900m。
- 阪堺電気軌道上町線 東天下茶屋停留場 東へ約500m。